# Cyclargus
Cyclargus is een geslacht van vlinders van de familie van de Lycaenidae, uit de onderfamilie van de Polyommatinae.

## Soorten
- Cyclargus ammon (Lucas, 1857)
- Cyclargus dominica (Möschler, 1886)
- Cyclargus kathleena Johnson & Matusik, 1992
- Cyclargus oualiri Brevignon, 2002
- Cyclargus shuturn Johnson & Bálint, 1995
- Cyclargus sorpresus Johnson & Matusik, 1992
- Cyclargus thomasi (Clench, 1941)